# Astragalus tanae
Astragalus tanae là một loài thực vật có hoa trong họ Đậu. Loài này được Sosn. miêu tả khoa học đầu tiên.